# Michaela Doleželová
Michaela Doleželová (* 12. Juli 1994 in Ostrava-Svinov) ist eine ehemalige tschechische Skispringerin.

## Werdegang
Doleželová gab am 6. August 2006 in Klingenthal ihr Debüt im Continental Cup und belegte den 40. Platz. Im Winter startete sie mehrmals im Continental Cup, schaffte es jedoch nie in den zweiten Durchgang. Bei den Junioren-Weltmeisterschaften 2007 im italienischen Tarvisio wurde sie 20. Im Sommer 2007 holte sie in Lake Placid mit den Plätzen 22 und 21 ihre ersten COC-Punkte. Wenige Tage später gelang ihr das in Park City erneut. Doleželová wurde zweimal 24. Allerdings waren bei diesen vier Springen immer weniger als 30 Springerinnen am Start. Im Winter startete sie nicht regelmäßig und blieb ohne Punkt. Bei den Junioren-Weltmeisterschaften 2008 im polnischen Zakopane belegte Doleželová den 27. Platz. Im Sommer 2008 holte sie als 26. wieder Continental Cuppunkte. Im Winter startete sie öfter im Continental Cup und schaffte es auch dreimal in den 2. Durchgang: in Baiersbronn als 18., in Ljubno als 23. und in Zakopane sensationell als Fünfte. Zudem wurde Doleželová bei den Junioren-Weltmeisterschaften im slowenischen Štrbské Pleso 16. und bei der Weltmeisterschaft in Liberec 27. In der Saison 2009/10 startete Doleželová erstmals regelmäßig und schaffte es fast immer in den zweiten Durchgang. Ihr bestes Ergebnis war ein 13. Platz in Rovaniemi. Bei den Nordischen Junioren-Skiweltmeisterschaften 2010 in Hinterzarten belegte Doleželová den 25. Platz. Am Ende wurde sie 24. in der COC-Gesamtwertung. Ähnlich waren ihre Leistungen in der Saison 2010/11. Sie schaffte es fast immer unter die besten 30. Bei der Junioren-WM 2011 in Otepää verpasste Doleželová als 31. knapp den zweiten Durchgang. Bei der Weltmeisterschaft in Oslo belegte sie den 28. Platz. In der Gesamtwertung wurde Doleželová am Ende 33. Am 4. Februar 2012 startete sie im österreichischen Hinzenbach erstmals im Weltcup und sicherte sich als 29. sogleich ihre beiden ersten Weltcuppunkte.
Bei den Weltmeisterschaften 2013 im italienischen Predazzo erreichte sie den 28. Platz im Einzel, während sie mit der tschechischen Mixed-Mannschaft Zehnte und damit Letzte wurde. Am 2. März 2013 erreichte sie in Oberwiesenthal als Zweite ihre einzige Podest-Platzierung im Continental-Cup. Bei der Winter-Universiade 2013 im italienischen Trentino, deren Skisprungwettbewerbe in Predazzo stattfanden, belegte sie mit ihrem Landsmann Čestmír Kožíšek den vierten Platz im Mixed-Wettbewerb. Im Einzelwettbewerb gewann sie die Silbermedaille. Ihr bestes Resultat im Weltcup erreichte sie eine Woche später am 21. Dezember 2013 in Hinterzarten als Elfte. Bei der Winter-Universiade 2015 in Štrbské Pleso wurde sie im Einzel Vierte und mit dem Mixed-Team Fünfte, während sie mit ihrer Landsfrau Vladěna Pustková beim Mannschaftswettbewerb der Studentinnen die Bronzemedaille gewann. Bei den anschließenden Weltmeisterschaften 2015 im schwedischen Falun wurde sie mit der Mixed-Mannschaft erneut Letzte, was diesmal den elften Platz bedeutete, während sie im Einzel den 29. Platz belegte. Bei der Winter-Universiade 2017 im kasachischen Almaty wurde sie Neunte im Einzelwettbewerb. Anschließend trat sie nicht mehr aktiv in Erscheinung.

## Erfolge

### Weltcup-Platzierungen
| Saison  | Platz | Punkte |
| ------- | ----- | ------ |
| 2011/12 | 44.   | 012    |
| 2012/13 | 39.   | 037    |
| 2013/14 | 32.   | 112    |
| 2014/15 | 46.   | 002    |

### Grand-Prix-Platzierungen
| Saison | Platz | Punkte |
| ------ | ----- | ------ |
| 2013   | 29.   | 53     |
| 2014   | 14.   | 33     |

### Continental-Cup-Platzierungen
| Saison  | Platz | Punkte |
| ------- | ----- | ------ |
| 2007/08 | 48.   | 033    |
| 2008/09 | 40.   | 072    |
| 2009/10 | 24.   | 140    |
| 2010/11 | 33.   | 131    |
| 2011/12 | 25.   | 065    |
| 2012/13 | 12.   | 080    |
| 2013/14 | 12.   | 090    |
| 2014/15 | 16.   | 090    |